# Štafaža
Štafaža (francosko staffage) je nebistveni del fotografije, slike z ozadjem ali dopolnitev glavnega motiva. Običajno so to človeške in živalske figure, upodobljene v prizoru, zlasti v pokrajini, ki niso glavna tema dela. Tipično so majhne in so tam dodane zaradi merila in poživitve motiva.

## Pomen

### Slikarstvo
Pred sprejetjem te besede v vizualne umetnosti v poznem 18. in zgodnjem 19. stoletju je staffage v nemščini lahko pomenila 'dodatek' ali 'okras'. Beseda se lahko uporablja v dveh pomenih: kot splošni izraz za katere koli figure v delu, tudi če so vsaj navidezno glavni subjekt in kot opisni izraz za osebe, ki jim ni priložena nobena identiteta ali zgodba, vključena zgolj iz kompozicijskih ali dekorativnih razlogov. V zadnjem smislu so štafaže dodatki za prizor, vendar delu dodajo življenje; dajejo globino sliki in krepijo glavno temo ter dajejo jasno merilo preostalemu delu kompozicije.
V času baroka so slikarji, kot sta Nicolas Poussin in Claude Lorrain, pogosto uporabljali štafažo. Nekateri specialisti za krajino so imeli druge slikarje, ki so bili bolj spretni v slikanju človeške figure, za pomoč, da so njihovim platnom dodali štafažo. Štafažne figure so vedno neimenovane in jih je treba razlikovati od enako majhnih figur z identiteto, ki so bile v krajinah uporabljene tudi na tehnično zelo podoben način. Ko pa se uporabljajo poimenovane biblijske ali mitološke figure, namesto neimenovanih 'pastirjev', 'vojakov' itd., je to po sodobni teoriji hierarhije žanrov vplivalo na to, da je krajinsko sliko spremenilo v bolj prestižno in pogosto bolj dragoceno, zgodovinsko sliko, tudi če so figure majhne in neopazne med veliko pokrajino. Takšna dela pogosto dobijo sodobne naslove v obliki Pokrajina z ....
Štafažo je treba ločiti od figur v žanrskih slikah, ki so prav tako anonimne in so običajno navadni ljudje, vendar so glavni predmet slike.
Do 19. stoletja so bile izdane knjige z vzorci za stotine različnih štafaž, ki so jih slikarji lahko 'izrezali in prilepili' v svoje sestave. Zgodnejši umetniki so pogosto hranili risbe takšnih vzorčnih figur in iste se pogosto ponavljajo v več umetnikovih delih in jih je včasih mogoče izslediti pri drugih umetnikih.

### Krajinska arhitektura
V vrtni arhitekturi štafaža opisuje majhno stavbo, ki je slikovito postavljena v pokrajino kot privlačna pozornost. Pogosto gre za umetno ruševino ali eksotično zasnovan paviljon (na primer mavrski ali kitajski paviljon). V angleškem vrtnarstvu se za to uporablja izraz folly (zgradba, zgrajena za okras).

### Arhitekturna predstavitev
V arhitekturni predstavitvi se štafaža nanaša na elemente, ki so dodani čisti predstavitvi arhitekturnega telesa. Predmeti so večinoma ljudje, drevesa in avtomobili, ki služijo kot merilo in animirajo sceno. Posamezen predmet, izoliran od okolice, se tudi imenuje štafaža.

## Avtorske pravice
V zakonu o avtorskih pravicah se lahko postavi vprašanje ali je na primer reprodukcijo fotografije v knjigi ali na oglaševalskem plakatu v določenem primeru treba šteti za dodatno opremo (štafažo).